# Кнежя Липа
Кнежя Липа (словен. Knežja Lipa) — поселення в общині Кочев'є, регіон Південно-Східна Словенія, Словенія. Висота над рівнем моря: 535,7 м.